# Clarence Daniels
Clarence Oliver Daniels II (Columbia Heights, 6 december 2000) is een Amerikaans basketballer.

## Carrière
Daniels speelde collegebasketbal van 2019 tot 2021 voor de Montana State Billings Yellowjackets, maar in zijn tweede seizoen speelde hij geen wedstrijden. In 2021 maakte hij de overstap naar Lake Region State Royals, waar hij een seizoen speelde. In 2022 ging hij spelen voor de New Hampshire Wildcats en speelde hier twee seizoenen. In 2024 werd hij niet gekozen in de NBA Draft, maar hij speelde wel in de NBA Summer League voor de Oklahoma City Thunder naast Ajay Mitchell. Hij tekende daarna zijn eerste profcontract in Israël bij Elitzur Ironi Netanya BC.
In november 2024 maakte hij de overstap naar de Belgische eersteklasser Antwerp Giants, als vervanger van Jo Van Buggenhout.